# Nikołaj Jewmienow
Nikołaj Anatolijewicz Jewmienow (ros. Николай Анатольевич Евменов; ur. 2 kwietnia 1962) – rosyjski wojskowy, admirał, dowódca Marynarki Wojennej Federacji Rosyjskiej.

## Biografia
W 1987 ukończył Wyższą Szkołę Pływania Podwodnego Marynarki Wojennej. Jako oficer pełnił służbę na atomowych okrętach podwodnych Floty Oceanu Spokojnego, na stanowiskach od dowódcy grupy elektronawigacyjnej elektrycznej okrętowego działu nawigacyjnego do dowódcy okrętu. 
W 1998 ukończył Akademię Marynarki Wojennej, w 2003 - Wojskową Akademię Sztabu Generalnego Sił Zbrojnych Federacji Rosyjskiej. Dowodził zgrupowaniami atomowych okrętów podwodnych Floty Oceanu Spokojnego. 
W grudniu 2011 został mianowany dowódcą sił podwodnych Floty Oceanu Spokojnego. We wrześniu 2012 został szefem sztabu - pierwszym zastępcą dowódcy Floty Północnej, a od listopada 2015 pełnił obowiązki dowódcy Floty Północnej. 
Dekretem prezydenta Federacji Rosyjskiej w kwietniu 2016 w stopniu wiceadmirała został mianowany dowódcą Floty Północnej. 
Dekretem prezydenta Federacji Rosyjskiej z 3 maja 2019 został mianowany głównodowodzącym Marynarki Wojennej. 

## Nagrody i odznaczenia
Podczas służby był odznaczony Orderem „Za zasługi wojskowe” (2006), „Za zasługi morskie” (2015), Aleksandra Newskiego (2016), medalami resortowymi Ministerstwa Obrony Federacji Rosyjskiej. 